# Lista de prefeitos de Quixadá
Esta é a lista de governantes do município de Quixadá, região do Sertão Central do estado do Ceará, desde o período monárquico até o período republicano, os dias atuais.
Com exceção de um breve período tumultuado no Brasil Império, o cargo foi inaugurado com uma eleição indireta realizada pelos integrantes da Câmara Municipal em 1870: foi escolhido como prefeito o fazendeiro Laurentino Belmonte de Queiroz, um dos vereadores suplentes que pertenciam a Quixeramobim, antes de sua emancipação. O processo de escolha indireta com votação anual continuou até 1950, quando foram realizadas as primeiras eleições diretas para prefeito.
Durante a Era Vargas, houve o predomínio de prefeitos nomeados pelo governo provisório, interventores federais, ou governadores militares. Mesmo com o fim do Estado Novo em 1945, a política de nomeação continuou até 1948, quando deram-se as primeiras eleições quixadaenses por sufrágio universal. E mesmo durante a Ditadura Militar (1964-1985), os prefeitos continuavam a ser eleitos pelo voto popular, por ser Quixadá, naquela ocasião, uma pequena cidade. Somente com a redemocratização, tornaram a ser escolhidos os prefeitos da cidade, em período de quatro anos e posteriormente, com direito a reeleição.
Atualmente, iniciando o mandato em 2020, o prefeito de Quixadá é Ricardo Silveira, do Partido Social Democrático (PSD), que sucedeu Ilário Marques (PT) Ex-deputado estadual e federal, e prefeito por quatro vezes (1993-1996, 2001-2004, 2005-2008 e 2017-2020). Foi eleito em 15 de novembro de 2020 por sufrágio universal em primeiro turno.
Na lista abaixo dos governantes, estão os nomes, o período do mandato, a filiação partidária e notas para observação, quando pertinente for.

## Governantes do período monárquico (1870 — 1889)
Depois de ter sido elevado a categoria de cidade em 1870, desmembrando-se de Quixeramobim, a cidade de Quixadá passou a ter um comando efetivo exercido pelo Presidente da Câmara Municipal, sendo que esse era escolhido dentre os vereadores eleitos pelo povo. Por não existir o cargo legal Prefeito, ele acumulava as funções executivas e legislativas, administrando de fato a cidade.
| N.º | Nome                           | Partido | Início do mandato      | Fim do mandato         | Observações                    |
| 1   | Laurentino Belmonte de Queiroz |         | 27 de outubro de 1870  | 19 de maio de 1873     | Presidente da Câmara Municipal |
| 2   | José Marinho Falcão            |         | 20 de maio de 1873     | 31 de dezembro de 1878 | Presidente da Câmara Municipal |
| 3   | José Jucá de Queirós Lima      |         | 1.º de janeiro de 1879 | 31 de dezembro de 1879 | Presidente da Câmara Municipal |
| 4   | José Gurgel do Amaral Júnior   |         | 1.º de janeiro de 1880 | 31 de dezembro de 1882 | Presidente da Câmara Municipal |
| 5   | José Jucá de Queirós Lima      |         | 1.º de janeiro de 1883 | 31 de dezembro de 1883 | Presidente da Câmara Municipal |
| 6   | Inácio de Loiola Holanda Lima  |         | 1.º de janeiro de 1884 | 31 de dezembro de 1884 | Presidente da Câmara Municipal |
| 7   | José Jucá de Queirós Lima      |         | 1º de janeiro de 1885  | 31 de dezembro de 1885 | Presidente da Câmara Municipal |
| 8   | Manuel Carvalho                |         | 1º de janeiro de 1886  | 31 de dezembro de 1886 | Presidente da Câmara Municipal |
| 9   | Francisco Alves Barreira Cravo |         | 1º de janeiro de 1887  | 15 de novembro de 1890 | Presidente da Câmara Municipal |

## Governantes do período republicano (1890 – presente)
| Nº                                                    | Nome                                                                    | Partido                                      | Início do mandato       | Fim do mandato          | Observações                                                |
| Primeira República (1889–1930)                        |                                                                         |                                              |                         |                         |                                                            |
| 1                                                     | José Jucá de Queiroz Lima                                               |                                              | 16 de novembro de 1890  | 31 de dezembro de 1890  | Intendente                                                 |
| 2                                                     | Joaquim Peixoto Alencar                                                 | Partido Republicano Conservador PRC          | 1º de janeiro de 1891   | 31 de dezembro de 1891  | Intendente                                                 |
| 3                                                     | Manuel Carvalho                                                         | Partido Republicano Conservador PRC          | 1º de janeiro de 1892   | 19 de novembro de 1892  | Intendente                                                 |
| 4                                                     | Epifânio Astudilo Busson                                                | Partido Republicano Conservador PRC          | 20 de novembro de 1892  | 3 de março de 1893      | Intendente                                                 |
| 5                                                     | Francisco Alves Barreira                                                | Partido Republicano Conservador PRC          | 4 de março de 1893      | 31 de dezembro de 1895  | Intendente                                                 |
| 6                                                     | Bonifácio Ferreira de Carvalho                                          | Partido Republicano Conservador PRC          | 1º de janeiro de 1896   | 14 de abril de 1898     | Intendente                                                 |
| 7                                                     | Antônio Rodrigues de Carvalho                                           | Partido Republicano Conservador PRC          | 15 de abril de 1898     | 8 de novembro de 1899   | Intendente                                                 |
| 8                                                     | Luís Lavor Pais Barreto                                                 | Partido Republicano Conservador PRC          | 9 de novembro de 1899   | 29 de abril de 1900     | Intendente                                                 |
| 9                                                     | Otaviano Lopes Sá Benevides                                             | Partido Republicano Conservador PRC          | 30 de abril de 1900     | 12 de outubro de 1903   | Intendente                                                 |
| 10                                                    | Inácio Barreira Nanam Filho                                             | Partido Republicano Conservador PRC          | 13 de outubro de 1903   | 17 de dezembro de 1904  | Intendente                                                 |
| 11                                                    | Otaviano Lopes Sá Benevides                                             | Partido Republicano Conservador PRC          | 18 de dezembro de 1904  | 13 de janeiro de 1906   | Intendente                                                 |
| 12                                                    | Luiz Lavour Pais Barreto                                                | Partido Republicano Conservador PRC          | 14 de janeiro de 1906   | 4 de fevereiro de 1911  | Intendente                                                 |
| 13                                                    | Júlio Abreu                                                             | Partido Republicano Conservador PRC          | 5 de fevereiro de 1911  | 2 de janeiro de 1912    | Intendente                                                 |
| 14                                                    | Joaquim Costa Lima                                                      | Partido Liberal PL                           | 3 de janeiro de 1912    | 6 de abril de 1914      | Intendente                                                 |
| 15                                                    | Firmo Holanda Cavalcante                                                | Partido Liberal PL                           | 7 de abril de 1914      | 8 de julho de 1914      | Intendente                                                 |
| 16                                                    | João Batista de Queiroz                                                 | Partido Liberal PL                           | 9 de julho de 1914      | 7 de outubro de 1915    | Intendente                                                 |
| 17                                                    | Alfeu Ribeiro Aboim                                                     | Partido Liberal PL                           | 8 de outubro de 1915    | 26 de novembro de 1915  | Intendente                                                 |
| 18                                                    | Otaviano Lopes Sá Benevides                                             | Partido Liberal PL                           | 27 de novembro de 1915  | 8 de março de 1916      | Intendente                                                 |
| 19                                                    | José Muniz Farrapo                                                      | Partido Liberal PL                           | 9 de março de 1916      | 11 de fevereiro de 1917 | Intendente                                                 |
| 20                                                    | Nilo Tabosa Freire                                                      |                                              | 12 de fevereiro de 1917 | 15 de fevereiro de 1927 | Intendente                                                 |
| 21                                                    | Manoel Freire de Andrade                                                |                                              | 16 de fevereiro de 1927 | 3 de fevereiro de 1928  | Intendente                                                 |
| 22                                                    | Paulo Soares Viana                                                      |                                              | 4 de fevereiro de 1928  | 9 de outubro de 1930    | Intendente                                                 |
| Segunda e Terceira República — Era Vargas (1930–1945) |                                                                         |                                              |                         |                         |                                                            |
| 23                                                    | Francisco de Assis Holanda                                              |                                              | 10 de outubro de 1930   | 5 de setembro de 1934   | Prefeito nomeado                                           |
| 24                                                    | Dráurio Barreira Cravo                                                  |                                              | 6 de setembro de 1934   | 10 de maio de 1935      | Prefeito nomeado                                           |
| 25                                                    | José Colombo de Sousa                                                   |                                              | 11 de maio de 1935      | 19 de setembro de 1935  | Prefeito nomeado                                           |
| 26                                                    | Francisco Assis Ferreira                                                |                                              | 20 de setembro de 1935  | 21 de setembro de 1936  | Prefeito nomeado                                           |
| 27                                                    | José de Queirós Pessoa                                                  |                                              | 22 de setembro de 1936  | 1º de outubro de 1943   | Prefeito nomeado                                           |
| 28                                                    | Eliézer Forte Magalhães                                                 |                                              | 2 de outubro de 1943    | 28 de janeiro de 1946   | Prefeito nomeado                                           |
| Quarta República (1945–1964)                          |                                                                         |                                              |                         |                         |                                                            |
| 29                                                    | Francisco Almeida Pinheiro                                              |                                              | 29 de janeiro de 1946   | 30 de janeiro de 1948   | Prefeito nomeado                                           |
| 30                                                    | Eliézer Forte Magalhães                                                 |                                              | 31 de janeiro de 1948   | 4 de abril de 1950      | Prefeito eleito em sufrágio universal                      |
| 31                                                    | Samuel Lopes Oliveira                                                   |                                              | 5 de abril de 1950      | 30 de janeiro de 1951   | Vice-prefeito eleito no cargo de titular                   |
| 32                                                    | Hermínio Medeiros Dinelly                                               |                                              | 31 de janeiro de 1951   | 30 de janeiro de 1955   | Prefeito eleito em sufrágio universal                      |
| 33                                                    | Anastácio Eudásio Barroso                                               | União Democrática Nacional UDN               | 31 de janeiro de 1955   | 30 de janeiro de 1959   | Prefeito eleito em sufrágio universal                      |
| 34                                                    | Eliezer Forte Magalhães                                                 | União Democrática Nacional UDN               | 31 de janeiro de 1959   | 30 de janeiro de 1963   | Prefeito eleito em sufrágio universal                      |
| Quinta República (1964–1985)                          |                                                                         |                                              |                         |                         |                                                            |
| 35                                                    | José Okka Baquit                                                        | União Democrática Nacional UDN               | 31 de janeiro de 1963   | 30 de janeiro de 1967   | Prefeito eleito em sufrágio universal                      |
| 36                                                    | José Linhares da Páscoa                                                 | Aliança Renovadora Nacional ARENA            | 31 de janeiro de 1967   | 30 de janeiro de 1971   | Prefeito eleito em sufrágio universal                      |
| 37                                                    | José Everardo Silveira                                                  | Movimento Democrático Brasileiro MDB         | 31 de janeiro de 1971   | 30 de janeiro de 1973   | Prefeito eleito em sufrágio universal                      |
| 38                                                    | Aziz Okka Baquit (Quixadá, 25.08.1935– Fortaleza, 24.05.2007)           | Movimento Democrático Brasileiro MDB         | 31 de janeiro de 1973   | 31 de janeiro de 1977   | Prefeito eleito em sufrágio universal                      |
| 39                                                    | Renato de Araújo Carneiro (Quixadá, 1940–Fortaleza, 24.07.2019)         | Aliança Renovadora Nacional ARENA            | 1º de fevereiro de 1977 | 31 de janeiro de 1983   | Prefeito eleito em sufrágio universal                      |
| 40                                                    | Aziz Okka Baquit (Quixadá, 25.08.1935– Fortaleza, 24.05.2007)           | Partido Democrático Social PDS               | 1º de fevereiro de 1983 | 31 de dezembro de 1988  | Prefeito eleito em sufrágio universal                      |
| 41                                                    | Francisco Martins de Mesquita                                           | Partido Democrático Trabalhista PDT          | 1º de janeiro de 1989   | 31 de dezembro de 1992  | Prefeito eleito em sufrágio universal                      |
| 42                                                    | Ilário Marques (Quixadá, 13.01.1961–)                                   | Partido dos Trabalhadores PT                 | 1º de janeiro de 1993   | 31 de dezembro de 1996  | Prefeito eleito em sufrágio universal                      |
| 43                                                    | Francisco Martins de Mesquita                                           | Partido da Social Democracia Brasileira PSDB | 1º de janeiro de 1997   | 31 de dezembro de 2000  | Prefeito eleito em sufrágio universal                      |
| 44                                                    | Ilário Marques (Quixadá, 13.01.1961–)                                   | Partido dos Trabalhadores PT                 | 1º de janeiro de 2001   | 31 de dezembro de 2004  | Prefeito eleito em sufrágio universal                      |
| 44                                                    | Ilário Marques (Quixadá, 13.01.1961–)                                   | Partido dos Trabalhadores PT                 | 1º de janeiro de 2005   | 31 de dezembro de 2008  | Prefeito reeleito em sufrágio universal                    |
| 45                                                    | Rômulo Nepomuceno Bezerra Carneiro (Quixadá, 14.07.1967–)               | PT 2009-2011 PSB 2012                        | 1º de janeiro de 2009   | 31 de dezembro de 2012  | Prefeito eleito em sufrágio universal                      |
| 46                                                    | João Hudson Rodrigues Bezerra, João da Sapataria (Quixadá, 23.02.1961–) | Partido Republicano Brasileiro PRB           | 1º de janeiro de 2013   | 11 de agosto de 2016    | Prefeito eleito em sufrágio universal                      |
| 47                                                    | Antonio Weliton Xavier Queiroz, Cí (Quixadá, 31.03.1969–)               | Partido Social Democrático PSD               | 11 de agosto de 2016    | 31 de dezembro de 2016  | Vice-prefeito empossado após afastamento do titular        |
| 48                                                    | Ilário Marques (Quixadá, 13.01.1961–)                                   | Partido dos Trabalhadores PT                 | 1º de janeiro de 2017   | 16 de agosto de 2018    | Prefeito eleito em sufrágio universal                      |
| 49                                                    | João Paulo de Menezes Furtado (Fortaleza, 05.10.1978–)                  | Partido Ecológico Nacional PEN               | 17 de agosto de 2018    | 23 de novembro de 2018  | Vice-prefeito no cargo de prefeito interino                |
| 50                                                    | Ilário Marques (Quixadá, 13.01.1961–)                                   | Partido dos Trabalhadores PT                 | 24 de novembro de 2018  | 31 de dezembro de 2020  | Prefeito eleito em sufrágio universal reconduzido ao cargo |
| 51                                                    | Ricardo José Araújo Silveira (Fortaleza, 19.03.1975–)                   | Partido Social Democrático PSD               | 1º de janeiro de 2021   | 31 de dezembro de 2024  | Prefeito eleito em sufrágio universal                      |
| 51                                                    | Ricardo José Araújo Silveira (Fortaleza, 19.03.1975–)                   | Partido Social Democrático PSD               | 1° de janeiro de 2025   | Atualidade              | Prefeito reeleito em sufrágio universal                    |

## Linha do tempo
Entre 1870 e 2018, mais de 50 pessoas assumiram a prefeitura de Quixadá. Desses mandatários, sete governaram durante dois períodos de forma não consecutiva: dois como presidente da câmara e posteriormente, como intendente (José Jucá e Manuel Carvalho), dois como intendentes (Luís Lavor e Otaviano Benevides), dois eleitos por duas vezes (Aziz Baquit e Francisco Mesquita) e um nomeado no primeiro mandato e eleito por duas vezes (Eliezer Forte Magalhães). O prefeitos que permaneceram por mais tempo no cargo foram Aziz Baquit que governou durante 10 anos e Ilário Marques, que possui quase 16 anos de mandato, sendo 8 anos consecutivos. Ilário é o primeiro prefeito reeleito da história, e assim sendo, é dele a marca de maior tempo no cargo.